# Yoshimaro Yamashina
Il marchese Yoshimaro Yamashina (山階 芳麿; Kōjimachi, 5 luglio 1900 – Tokyo, 28 gennaio 1989) è stato un ornitologo giapponese.

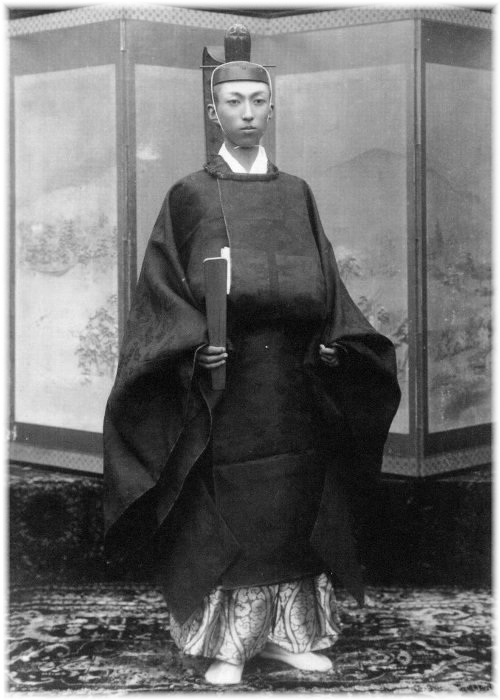

È stato il fondatore dell'Istituto Yamashina di Ornitologia.

## Biografia
Yamashina, secondogenito del principe Kikumaro Yamashina, nacque a Kōjimachi, nei pressi di Tokyo. Fin dalla tenera età sviluppò un grande amore per gli uccelli, che vivevano numerosi nella grande tenuta di famiglia a Tokyo. Per il suo sesto compleanno ricevette in dono un'anatra mandarina impagliata.
Yamashina studiò presso la Scuola di Gakushuin, e per ordine dell'imperatore Meiji entrò nell'Esercito Imperiale Giapponese, laureandosi all'Accademia dell'Esercito con una specializzazione in artiglieria.
Nel 1920, in seguito a una revisione dei titoli nobiliari, perse lo status di principe imperiale e ottenne il titolo di marchese (shishaku); in ambito militare, invece, venne promosso tenente. Tuttavia, nel 1929 abbandonò l'Esercito per seguire la sua prima passione, la zoologia, ed entrò nell'Università Imperiale di Tokyo, dove si laureò nel 1931.
Nel 1932, fondò l'Istituto Yamashina di Ornitologia nella sua abitazione di Shibuya (Tokyo), allo scopo di ospitare le sue collezioni di uccelli, la sua biblioteca di opere ornitologiche e i laboratori di ricerca. Si specializzò nello studio delle specie originarie dell'Asia e delle isole dell'Oceano Pacifico, e condusse il proprio dottorato di ricerca sulla citologia degli uccelli, in collaborazione con l'Università dell'Hokkaido. Ottenne il dottorato in questo campo nel 1942.
Successivamente, effettuò numerosi studi di ricerca genetica sui cromosomi degli uccelli e sull'utilizzo del DNA per distinguere le varie specie.
Nel 1984, l'Istituto Yamashina venne trasferito nella sua attuale sede di Abiko (prefettura di Chiba).
Nel corso della sua carriera, Yamashina è stato autore di numerose pubblicazioni scientifiche e di alcuni libri. È stato coautore di Handlist of the Japanese Birds e autore di Birds in Japan (1961). Nel 1981 descrisse una nuova specie di rallo incapace di volare originario dell'isola di Okinawa. Nel 1977 venne premiato con il Premio Jean Delacour, e nel 1978 ricevette l'Ordine dell'Arca d'Oro dal World Wildlife Fund. Tra le specie descritte da Yamashina ricordiamo, oltre al rallo di Okinawa (Gallirallus okinawae), l'occhialino di Rota (Zosterops rotensis), l'occhialino beccolungo (Rukia longirostra), il monarca di Tinian (Monarcha takatsukasae) e l'assiolo delle Palau (Pyrroglaux podargina).